# Claude-Antoine Duding
Claude-Antoine Duding OSIoHieros (getauft 28. November 1681 in Riaz; † 16. Juni 1745 ebenda) war ein Schweizer römisch-katholischer Geistlicher und Bischof von Lausanne.

## Leben
Er war ein Sohn des Sulpice Duding, Herr des Guts Plaisance bei Riaz, und dessen Frau Anne geborene Charles sowie ein Neffe des Bischofs von Lausanne Jacques Duding.
Claude-Antoine Duding besuchte das Kollegium St. Michael in Freiburg und studierte anschließend Kirchenrecht sowie Theologie an der Universität Dillingen. Nach dem Eintritt in den Malteserorden empfing er am 27. Februar 1706 die Priesterweihe. Als Ordenskaplan nahm er an den militärischen Expeditionen des Ordens in Spanien und Afrika teil. Im Jahr 1710 wurde Duding Komtur von Freiburg und 1718 Komtur von Aachen. Er schenkte der Kirche St. Johann Gemälde von Denys Calvaert.
Am 23. Dezember 1716 erfolgte die Ernennung zum Bischof von Lausanne. Die Bischofsweihe spendete ihm am 29. Juni 1717 in Pruntrut der Bischof von Basel Johann Konrad von Reinach; Mitkonsekratoren waren Konrad Ferdinand Geist von Wildegg, Weihbischof in Konstanz, und Johann Christoph Haus, Weihbischof in Basel. 1731 schloss Claude-Antoine Duding mit Rom ein Konkordat, das die Rechte des Kapitels von St. Nikolaus und die des Bischofs zugunsten des Letzteren neu ordnete. Seine Bemühungen um eine Erhöhung der Bischofseinkünfte blieben ohne Erfolg. Duding verfasste einen Katechismus und schrieb zahlreiche Hirtenbriefe.
Claude-Antoine Duding starb in seinem Geburtsort Riaz. Er wurde in der Kirche St. Johann in Freiburg beigesetzt.